# Richard Gregson
Richard Gregson est un scénariste britannique né le 5 mai 1930 à Pune en Inde et mort le 21 août 2019 à Whitebrook dans le Monmouthshire.

## Biographie
Richard Gregson est le représentant aux États-Unis d'une agence artistique britannique (London International Artists) lorsqu'il rencontre Natalie Wood, sa future épouse.
C'est le frère cadet de Michael Craig, acteur et scénariste britannique.

## Filmographie
- 1960 : Le Silence de la colère de Guy Green
- 1977 : Accident (téléfilm) de John Cooper
- 1977 : Separation (téléfilm) de Robert Tronson (en)
- 1977 : Priorities (téléfilm) de Robert Tronson (en)
- 1977 : Families (téléfilm) de Robert Tronson (en)
- 1977 : Love (téléfilm) de Robert Tronson (en)
- 1979 : Jennifer: A Woman's Story (téléfilm) de Guy Green
- 1990 : Eminent Domain (en) de John Irvin

## Nominations
- Oscars du cinéma 1961 : Nomination pour l'Oscar du meilleur scénario original (Le Silence de la colère)